# Altenholz
Altenholz er en landsby og kommune i det nordlige Tyskland, beliggende under Rendsborg-Egernførde kreds i Slesvig-Holsten. Byen ligger på halvøen Jernved i det sydøstlige Sydslesvig, nord for den tidligere Ejderkanal.
I Altenholz er der to grundskoler, en regionalskole (folkeskole) og et gymnsaium. I nabobyen Dänischenhagen er der også en dansk skole.
Kommunen består af Claustorp (tysk Klausdorf) i nord og Stift i syd. Dertil kommer godset Knop. Nabobyer er Dänischenhagen, Skilksø/Schilksee, Pris-Frederiksort/Pries-Friedrichsort, Holtenå/Holtenau og Felm. Kommunens våben henviser til de tidligere skovområder på halvøen Jernved. I dansk tid hørte landsbyen under Jernved godsdistrikt.